# Крестьянский сын
«Крестьянский сын» — советский художественный фильм 1975 года, снятый на киностудии имени М. Горького режиссёром Ириной Тарковской, по одноимённой повести Раисы Григорьевой о судьбе крестьянского мальчика героя-«орлёнка» Кости Байкова, разведчике, сражавшемся на Алтае против войск Колчака.

## Источник сюжета
Первая литературная публикация о подвиге Кирюши Баева («Подвиг Кири Баева») была написана Д. Иохимовичем в соавторстве с А. Голенковой и вышла в 1957 году в Новосибирске. В 1969 г. в журнале «Юность» (№ 5-6) была опубликована повесть Раисы Григорьевой «Крестьянский сын», положенная в основу сценария фильма. Истоки советского приключенческого жанра в кино заложил А. Гайдар, сочинявший после гражданской войны остросюжетные сцены с участием детей.

## Сюжет
Действие фильма происходит в 1918—1919 годах на Алтае. В основу сюжета положена судьба реального героя гражданской войны Кирилла Осиповича Баева. Главный герой картины — подросток Костя Байков (актёр С. Куракин), сын простого крестьянина, ставший разведчиком в партизанском отряде. В составе отряда он принимает участие в борьбе за установление Советской власти на Алтае.

### Действие
В начале фильма Костя бежит вместе с другом Стёпкой (актёр А. Аккуратов) в город «смотреть революцию». Возвращаясь обратно под вагоном поезда, они знакомятся с бегущим от преследований белогвардейцев комиссаром Андреем Петраковым (актёр Г. Бурков), пытаясь разобраться, кто белый, кто красный? В это время в деревне кулак Акинфий Поклонов (актёр Л. Дуров) диктует сыну Федьке (актёр В. Глушков) донос на красных смутьянов, о чём сообщает Косте деревенская сирота Груня (актриса Н. Гореванова), подслушавшая беседу в кулацкой семье. По доносу Поклонова в деревню входит карательный отряд, который устраивает экзекуцию смутьянов. Умирает крестьянин Мирон Колесов (актёр В. Паулус). После ухода карателей в деревне появляются переодетые в белогвардейскую форму комиссар Петраков с провожатым Пашей (актёр А. Январёв). Сообщив кулаку, что его вызывает полковник Могильников (актёр Э. Володарский), они увозят его на коляске, но нарываются на карательный отряд. Распознав хитрость переодетых комиссаров, кулак зовет на помощь белогвардейцев. Скрываясь от погони, комиссары убивают Поклонова, но попадают в руки карателей сами. Комиссар Петраков снова оказывается в обществе белогвардейского офицера, бывшего однокашника поручика Саши (актёр А. Кириллов), от которого убегал в вагоне поезда. Тот сажает пленных в сарай, обещает на утро расстрелять. Под покровом ночи Крестьянский сын с помощью Груни и Стёпки освобождают пленных. После этого Костя уходит в партизанский отряд под командованием председателя Гомозова (актёр Ю. Шерстнёв). Зная о расположении банды, торгующей оружием, Костя приводит туда партизан, которые отбивают арсенал. Между тем в партизанский лагерь, оставшийся на болотах, входит карательный отряд, убивающий раненых. Во время нападения погибает отец Кости, деревенский пахарь, коновал Егор Байков (актёр Л. Марков), перешедший для лечения раненых в отряд. Узнав о смерти отца, а следом и комиссара Петракова, Костя вступает в бой с карательным отрядом, дожидаясь подхода партизан.

### Кадры со съёмочной площадки

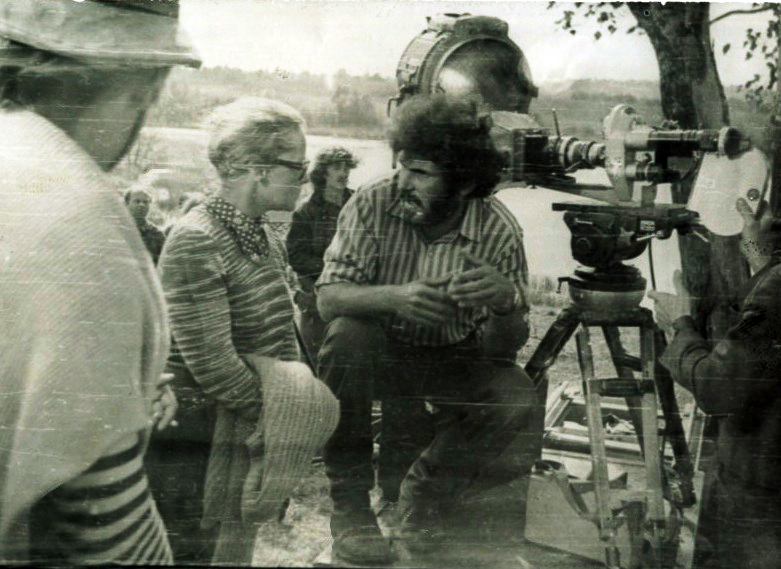
Режиссёр И. Тарковская, оператор С. Приймак
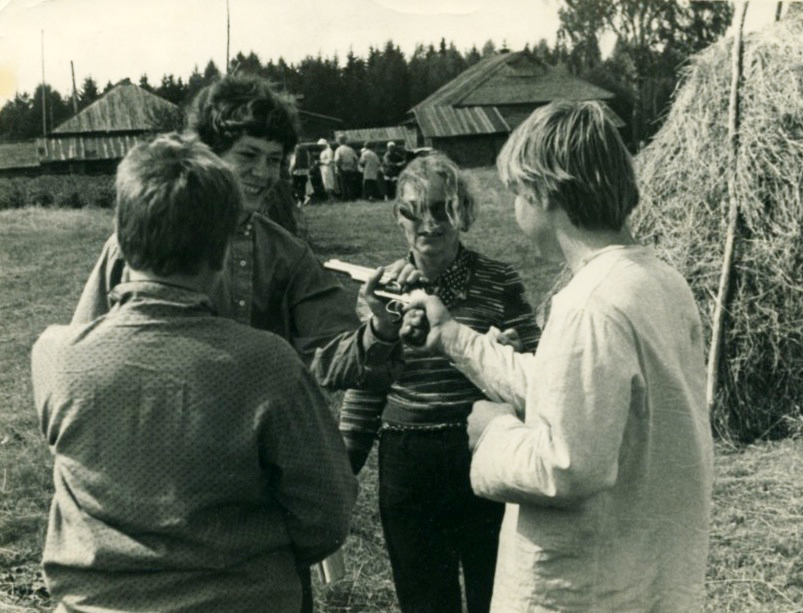
Режиссёр И. Тарковская, актёры С. Куракин, В. Глушков

## Создание
О начале работы над фильмом режиссёр Ирина Тарковская:

Мне сразу же понравилась книга Р. Григорьевой, выпущенная издательством «Детская литература», понравился и сценарий Раисы Григорьевой, написанный по этой книге. Самой сложной казалась задача выбора актёров, точных по мысли, по их человеческой сути. Особенно придирчиво я относилась к выбору актёра на роль отца Кости. И теперь могу сказать, что не ошиблась в Леониде Маркове. Это удивительная актёрская победа. То же и с Георгием Бурковым. Поначалу он должен был играть у нас председателя Игната Гомозова. А сыграл Петракова. Есть в нём какая-то неожиданность. Та неожиданность, которая совершенно необходима в фильме романтико-приключенческом. В самом деле, такой с виду будничный, привычный, ничем не выделяющийся, скорее флегматичный, чем героический, и вдруг — боец, бесстрашный и бескомпромиссный. Среди ребят мне хотелось бы выделить В. Глушкова в роли Федьки Поклонова. Попал он к нам как-то случайно, после того, как многие пробовались на эту роль. Смотрю однажды в павильоне на студии красит стенку. Рабочий. Маляр. Ему 18 лет. Очень славный парень. Правда поначалу трудно было — наигрывал уж очень…

## Место съёмок
Съёмки проводились в окрестностях города Кириллов, в Кирилло-Белозёрском монастыре. Конный полк из «Мосфильма», принимавший участие в съёмках, стоял в Ферапонтовом монастыре. Отдельные сцены снимались в Новоспасском монастыре, Царицыно, город Сочи.

## Критика
- Журнал «Спутник кинозрителя» № 12, декабрь 1976 г.

В основе картины — известная повесть Р. Григорьевой. Она посвящена памяти юного партизанского разведчика Кирюши Баева, героически погибшего в годы Гражданской войны. Жаль, что авторы не нашли нужным вынести это посвящение в титры картины, она приобрела бы от этого достоверность и документальность.

События развиваются стремительно <…>. Словом это был бы ещё один обыкновенный, традиционный приключенческий фильм, если бы не образ коммуниста Андрея Петракова, созданный Бурковым. <…>. Он становится своим и для зала и для юных героев картины с первого появления на экране.
- Журнал «Пошли в кино, ребята» 1976 г.

Фильм своеобразен. Остросюжетные сцены перемежаются со сценами, проникнутыми тонким лиризмом, с удивительными пейзажами. «Зачем эти пейзажи? Хочу смотреть, что будет с героем дальше, а тут длинная панорама или не относящиеся к сюжету какие-то дрова, ковш? Только мешает!», — скажет иной зритель и будет не прав. Потому что эти пейзажи, это бережное рассмотрение деталей создают особый мир. В нём отношение автора к своему герою.

## В ролях
- Сергей Куракин — Костя Байков, крестьянский сын
- Наталья Гореванова — Груня, деревенская сирота
- Анатолий Аккуратов — Стёпка, друг Кости
- Марков, Леонид Васильевич — Егор Байков, отец Кости
- Лариса Данилина — мать
- Георгий Бурков — Андрей Петраков, комиссар
- Александр Январёв — Паша, провожатый комиссара
- Лев Дуров — Акинфий Поклонов, деревенский кулак
- Вячеслав Глушков — Федька, сын кулака
- Валентина Ананьина — мать Федьки
- Эдуард Володарский — ротмистр
- Александр Кириллов — Саша, поручик
- Владлен Паулус — Мирон Колесов, сердобольный крестьянин
- Юрий Шерстнёв — Игнат Гомозов, председатель, командир партизанского отряда
- Расми Джабраилов — атаман банды

## Съёмочная группа
- Автор сценария: Раиса Григорьева
- Режиссёр: Ирина Тарковская
- Оператор: Сергей Приймак
- Художник: Альфред Таланцев
- Музыка Э. Артемьев
- Каскадёрская группа: П. Д. Тимофеев[K 2], В. Кудрявцев, С. Пушков.

### Награды и номинации
- Специальный диплом жюри на X фестивале в Риге в 1977 году.
- «Золотая медаль» на XIX-м кинофестивале неореалистических фильмов в Авеллино в 1977 году.

## Комментарии
1. ↑  История конного полка «Мосфильма» на съёмках: Алмазов Б.А. Прощайте и здравствуйте, кони! — М.: Детская литература, 1978. — С. 208
2. ↑  Большой вклад в трюковую культуру внёс и Пётр Тимофеев, выходец из кантемировского конного цирка. К середине 1960-х гг. он снялся более чем в 40 картинах. Среди фильмов с его участием — «Кочубей» (1958), «Бег» (1970), «Ватерлоо» (1970), «Тихий Дон» (1957—1958), «Белое солнце пустыни» (1969). Одной из наиболее удачных его «ролей» стал Ахмет, мчавшийся на лошади вровень с поездом и вытаскивавший через окно Кочубея. «Легендарные каскадёры». T-2 Studio